# Slavnik
Der Slavnik (sprich „Slaunig“, deutsch alt auch Slavonik) ist ein 1028 m. i. J. hoher Berg bei Koper im äußersten Südwesten Sloweniens, in der Region Primorje (Küstenland). Er befindet sich an der kroatischen Grenze im Norden Istriens.

## Lage und Landschaft
Der Slavnik liegt etwa 20 Kilometer südöstlich von Triest. Er erhebt sich über der etwa 400–500 m über dem Meer liegenden Hochfläche des Podgorski kras, die die Talungen von Koper bei Podgorje östlich abschließt, und dem Podgrajsko podolje bei Hrpelje-Kozina, das sich östlich des Berges südostwärts zieht. Der Berg ist der Hauptgipfel von Slowenisch-Istrien (Slovenska Istra), und das Nordwestende des Höhenzugs Čičarija.
Der nördliche Kamm der Čičarija zieht sich südostwärts über den Čuk (976 m. i. J.) und den Sattel Malavrata (695 m. i. J.) schon an der Landesgrenze zur Pleševica (953 m. i. J.) und Glavičorka (1082 m. i. J.). Der südliche Kamm führt über die Einsattelung am Grenzübergang Podgorje–Jelovice zum Kojnik (802 m. i. J.) und über den Golič (890 m. i. J.) noch in Slowenien dann zur kroatischen Šbevnica (1024 m. i. J.). Letztere Gegend wird slowenischerseits noch zur naturgeographischen Kleinregion Slavniško pogorje (Slavnik-Bergland), oder schon zum Podgorski kras gerechnet.

Podgorski kras, Blick vom Kojnik nordwärts, rechts die Nordwest-Abdachungen des Slavnik-Massivs
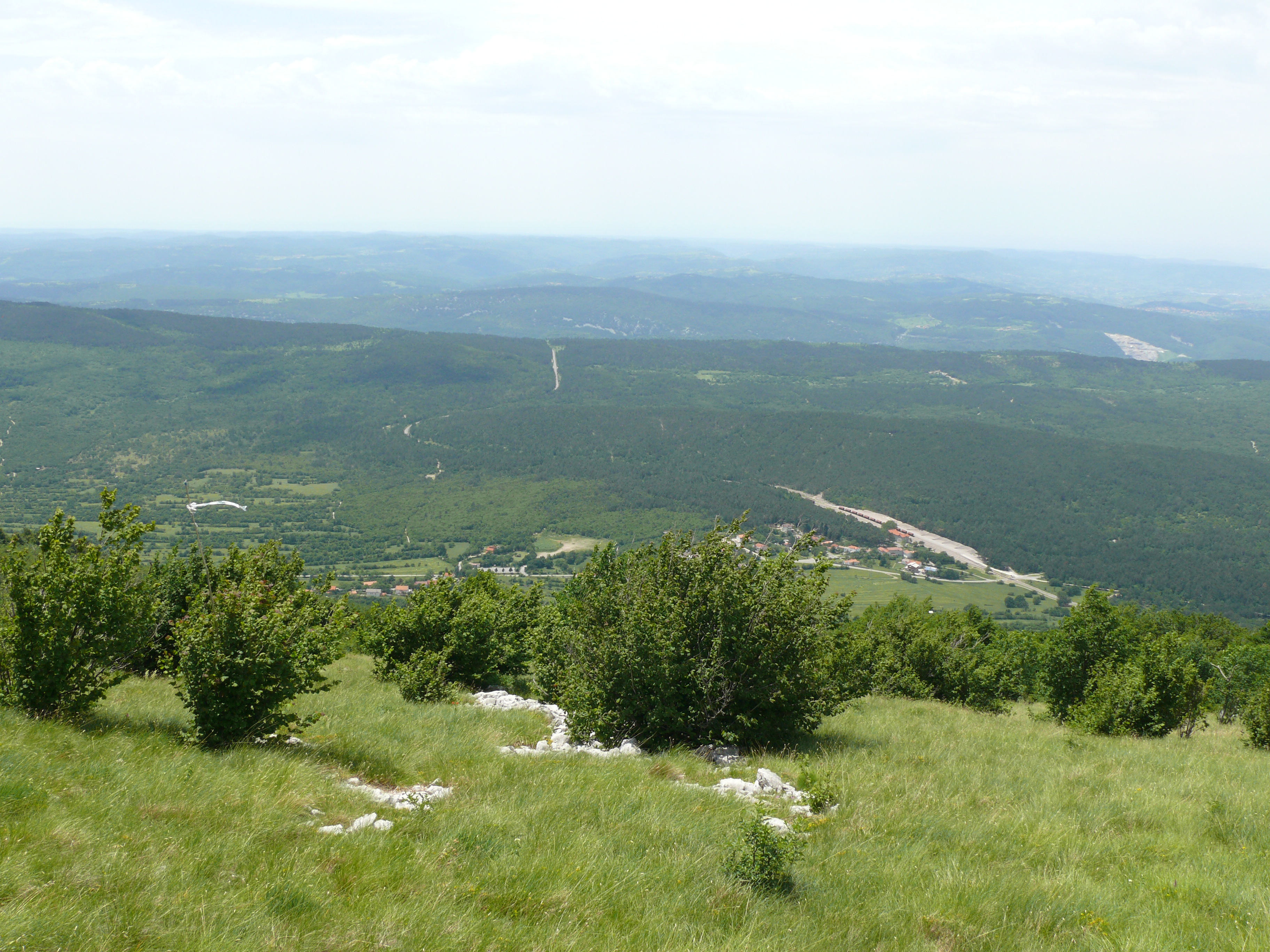
Blick vom Slavnik über die Koprsko primorje zur Küste

## Erschließung

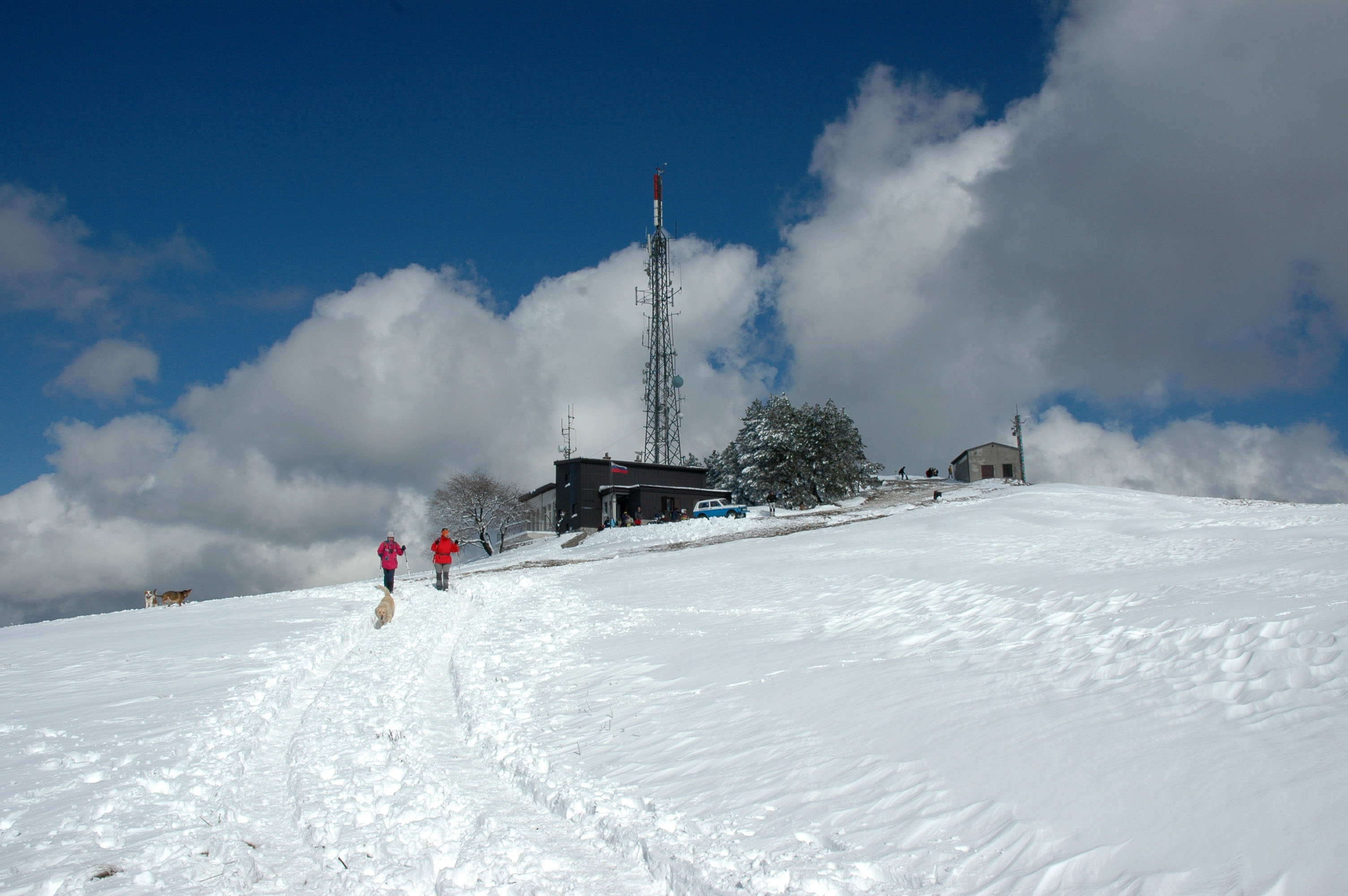
Der Gipfel mit Tumova koča und Sendeanlage Slavnik

AM Gipfel steht die Hütte Tumova koča na Slavniku und die Sendeanlage Slavnik.
Auf den Berg führt ein ländlicher Zufahrtsweg. Der Berg ist von allen Seiten leicht zu ersteigen, Wege sind von Podgorje, Prešnica, Kozina, Bač pri Materiji und Markovščina ausmarkiert, und ein Höhenweg führt am Kamm weiter zu Pleševica und Glavičorka.
Über den Gipfel verläuft auch der Europäische Fernwanderweg E6 Finnland – Türkei.